# Kamjanka (rejon berdiański)
Kamjanka (ukr. Кам'янка) – wieś na Ukrainie, w obwodzie zaporoskim, w rejonie berdiańskim. W 2001 roku liczyła 136 mieszkańców.